# Nikki Sinclaire
Nicole (Nikki) Sinclaire (ur. 26 lipca 1968 w Londynie) – brytyjska polityk, posłanka do Parlamentu Europejskiego VII kadencji.

## Życiorys
Od lat 90. zaangażowana w działalność eurosceptycznej Partii Niepodległości Zjednoczonego Królestwa. Obejmowała szereg kierowniczych funkcji w tym ugrupowaniu, m.in. jako sekretarz partii, szef biura i członkini narodowego komitetu wykonawczego. Od 2004 była doradcą politycznym europosła Mike’a Nattrassa.
Dwukrotnie (w 2001 i 2005) kandydowała do Izby Gmin. W trakcie drugiej kampanii wyborczej została zatrzymana przez funkcjonariuszy policji za odmowę opuszczenia debaty między kandydatami z jej okręgu. Tematem publicznego spotkania pod hasłem „Queer Question Time” były kwestie społeczności gejowskiej, zaś Nikki Sinclaire, sama będąca lesbijką (dokonała coming outu w 2004), jako jedyna spośród kandydatów nie otrzymała na nie zaproszenia. Po około dwóch godzinach i po niewielkim publicznym proteście została zwolniona.
W wyborach w 2009 z ramienia UKIP uzyskała mandat posłanki do Parlamentu Europejskiego. Przystąpiła do nowo powołanej grupy pod nazwą Europa Wolności i Demokracji (z której wkrótce wystąpiła), a także do Komisji Praw Kobiet i Równouprawnienia oraz Podkomisji Praw Człowieka. W 2012 po opuszczeniu UKIP założyła eurosceptyczną partię We Demand a Referendum.

## Życie prywatne
W 2013 Nikki Sinclaire ujawniła, że jest osobą transseksualną, a wiążący się z różnymi powikłaniami proces obejmujący operację korekty płci przeszła, mając dwadzieścia kilka lat. Podała również, że przed operacją utrzymywała stosunki seksualne z mężczyznami. Z kobietami zaczęła się spotykać po tym, gdy w 1999 została zgwałcona.